# エブラーヒーム・ミールザープール
エブラーヒーム・ミールザープール (ラテン文字:Ebrahim Mirzapour、ペルシア語: ابراهیم میرزاپور) はイラン・ロレスターン州出身の元プロサッカー選手である。現役時代のポジションはGK。
「エブラヒム・ミルザプール」や「イブラヒム・ミルザプール」と表記されることもある。

## 経歴

### クラブ
ミールザープールはイランサッカーリーグに所属していたフーラードFCでそのキャリアを開始した。2006年8月までフーラッドでプレーしている間に代表メンバーにも選出され、代表チームの正GKも務めていた。最も有名な瞬間は彼の代表でのライバルであったアルメナク・ペトロシャンからゴールキックで奪ったゴールである。彼はチームの主将としてイラン・プロリーグ2004-05シーズンのクラブ優勝に導き、AFCチャンピオンズリーグでもプレーした。2006 FIFAワールドカップ終了後、ポルトガルのCDナシオナル やサイパへの移籍を騒ぐものもいたが、彼はフーラードのライバルクラブであるエステグラル・アフヴァーズと1年契約で移籍した。
彼はエステグラル・アフヴァーズでは怪我のため4試合にしか出場できず、14ヶ月もの間クラブでプレーすることも出来なかった。彼は2007年11月、新天地に選んだスティール・アジンにおけるハズフィー・カップの試合で再び試合出場を果たした。
2008–09シーズン、彼はサイパFCへと移籍した。彼はシーズン当初はレギュラーメンバーだったが、シーズンを通して16試合にしか出場できなかった。しかし、彼はサイパFCに残留することを明言、翌シーズンはより多くの試合に出場するようになり、イラン代表に招集されることも多くなっていった。2010年夏、彼はペイカーンへと移籍したが、クラブが2部に降格するとシャフルダーリー・タブリーズFCへと移籍した。しかしシーズン途中で怪我を負いシーズン最終戦に出場することはできなかった。

### 代表
ミールザープールがサッカーイラン代表に選出されるきっかけとなったのは当時代表監督を務めていたミロスラフ・ブラジェヴィッチが経験豊かなゴールキーパーを望んだことによる。ミールザープールは選出された当初は緊張していたが、親善試合における確かなパフォーマンスや姿勢により、ブラゼヴィッチは彼に自信を植え付け、2002 FIFAワールドカップ・アジア予選では正GKの座を与えた。ミールザープールはその身長と俊敏性から予選では安定したパフォーマンスを披露し、ファンから人気があった。予選では1、2のミスがあったものの総じて好セーブが多く、代表の勝利に貢献した。しかし、アイルランド代表との大陸間プレーオフでは2失点を喫し、FIFAワールドカップ出場の道は絶たれた。
ミールザープールはブランコ・イヴァンコヴィッチ監督就任時にも正GKの座を確保した。彼は2006 FIFAワールドカップ・アジア予選の試合を通して複数の試合で失点を0点に抑え、ワールドカップ出場決定試合でビクトリーランを行った。2006 FIFAワールドカップではグループリーグ全3試合に出場した。
反射神経や敏捷性は特筆すべきものがあったものの、ミールザープールは集中力の持続において若干欠点が見られ、特にゴールキックにおいてミスを起こすことが多かった。彼は2006 FIFAワールドカップのポルトガル戦では好セーブを連発した。
ワールドカップ後は彼に批判が集まりしばらく代表には招集されなかったが、イラン代表にはAFCアジアカップ2007予選の韓国戦において新監督のアミール・ガレノイーに招集された。約2年後の2008年、アリ・ダエイ監督の下で再びイラン代表に招集され、西アジアサッカー選手権2008における優勝に貢献したが、カタール戦で負傷し、再び代表から遠ざかることとなった。アフシン・ゴトビ体制化で行われた西アジアサッカー選手権2010やAFCアジアカップ2011のもとにおいても代表メンバーに選出されていた。

## 個人成績
最終更新日  2012年11月6日 
| クラブ成績 | クラブ成績                   | クラブ成績               | リーグ | リーグ                        | カップ | カップ | 国際大会 | 国際大会 | 通算 | 通算 |
| シーズン   | クラブ                       | リーグ                   | 出場   | 得点                          | 出場   | 得点   | 出場     | 得点     | 出場 | 得点 |
| イラン     | イラン                       | イラン                   | リーグ | リーグ                        | カップ | カップ | アジア   | アジア   | 通算 | 通算 |
| ---------- | ---------------------------- | ------------------------ | ------ | ----------------------------- | ------ | ------ | -------- | -------- | ---- | ---- |
| 1998–99    | フーラード                   | アーザーデガーン・リーグ |        | 0                             |        | 0      | -        | -        |      | 0    |
| 1999-00    | フーラード                   | アーザーデガーン・リーグ |        | 0                             |        | 0      | -        | -        |      | 0    |
| 2000–01    | フーラード                   | アーザーデガーン・リーグ |        | 0                             |        | 0      | -        | -        |      | 0    |
| 2001–02    | フーラード                   | イラン・プロリーグ       |        | 0                             |        | 0      | -        | -        |      | 0    |
| 2002–03    | フーラード                   | イラン・プロリーグ       | 23     | 0                             |        | 0      | -        | -        |      | 0    |
| 2003–04    | フーラード                   | イラン・プロリーグ       | 21     | 1                             |        | 0      | -        | -        |      | 1    |
| 2004–05    | フーラード                   | イラン・プロリーグ       | 22     | 0                             |        | 0      | -        | -        |      | 0    |
| 2005–06    | フーラード                   | イラン・プロリーグ       | 18     | 0                             |        | 0      | 5        | 0        |      | 0    |
| 2006–07    | エステグラル・アフヴァーズ   | イラン・プロリーグ       | 4      | 0                             | 0      | 0      | -        | -        | 4    | 0    |
| 2007–08    | スティール・アジン           | アーザーデガーン・リーグ | 5      | 0                             |        | 0      | -        | -        |      | 0    |
| 2008–09    | サイパ                       | イラン・プロリーグ       | 16     | 0                             |        | 0      | 0        | 0        |      | 0    |
| 2009–10    | サイパ                       | イラン・プロリーグ       | 22     | 0                             | 0      | 0      | -        | -        | 22   | 0    |
| 2010–11    | ペイカーン                   | イラン・プロリーグ       | 27     | 0                             | 0      | 0      | -        | -        | 27   | 0    |
| 2011–12    | シャフルダーリー・タブリーズ | イラン・プロリーグ       | 25     | 0                             | 1      | 0      | -        | -        | 26   | 0    |
| 2012–13    | サング・アーハン             | アーザーデガーン・リーグ | 5      | 0                             | 0      | 0      | -        | -        | 5    | 0    |
| 総通算     | 総通算                       | 総通算                   |        | 1\|\|\|\|0\|\|5\|\|0\|\|\|\|1 |        |        |          |          |      |      |

## 代表歴

### 出場大会
- イラン代表
  - 2006 FIFAワールドカップ

### 試合数
- 国際Aマッチ 70試合 0得点（2001年-2010年）[2]

| イラン代表 | 国際Aマッチ | 国際Aマッチ |
| 年         | 出場        | 得点        |
| ---------- | ----------- | ----------- |
| 2001       | 17          | 0           |
| 2002       | 9           | 0           |
| 2003       | 11          | 0           |
| 2004       | 13          | 0           |
| 2005       | 10          | 0           |
| 2006       | 8           | 0           |
| 2007       | 0           | 0           |
| 2008       | 1           | 0           |
| 2009       | 0           | 0           |
| 2010       | 1           | 0           |
| 通算       | 70          | 0           |

## 獲得タイトル
フーラッド:
イランサッカーリーグ 優勝:1
2004-05
イラン代表: 
- AFC/OFCチャレンジカップ:1
  - 2003
- アジア競技大会:1
  - 2002
- 西アジアサッカー選手権 優勝: 1
  - 2008
- 西アジアサッカー選手権 3位:1
  - 2002